# Jeroen Piket
Jeroen Piket (* 27. Januar 1969 in Leiden) ist ein niederländischer Schachgroßmeister.

## Leben
Piket lernte in frühester Kindheit Schach von seinem Vater Joop (* 1940), der das Spiel auf Meisterniveau beherrscht. Piket hat außerdem einen Bruder, Marcel (* 1966), der FIDE-Meister wurde.
Pikets große Schachbegabung machte sich schnell bemerkbar. Er galt frühzeitig als größtes Talent der Niederlande nach Jan Timman. 1989 wurde er Großmeister. Von 1990 bis 1994 gewann er viermal in Folge die Landesmeisterschaft.

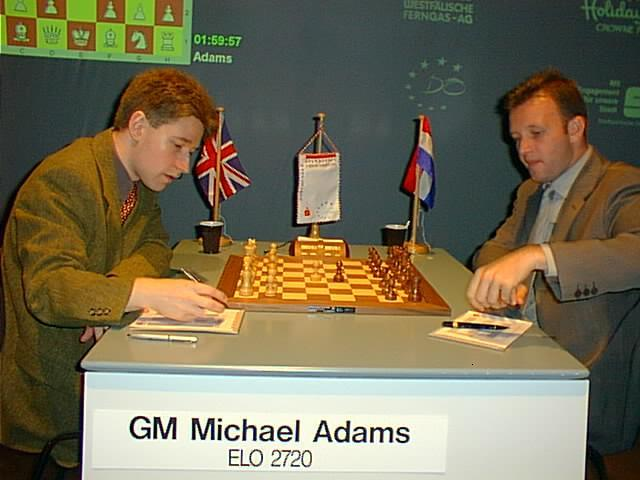
Michael Adams – Jeroen Piket bei den Dortmunder Schachtagen 2000

Zu seinen größten internationalen Turniererfolgen gehört der Gewinn der Dortmunder Schachtage 1994. Im Jahr 1996 gewann Piket das Traditionsturnier von Tilburg (zusammen mit Boris Gelfand), 1999 das Traditionsturnier von Biel/Bienne.
Im Jahr 2001 hörte Piket sehr überraschend mit dem Profi-Schach auf und zog als Sekretär von Joop van Oosterom, dem späteren 18. Fernschachweltmeister, nach Monaco. Seine letzte Turnierpartie bestritt Piket 2003 in der niederländischen Mannschaftsmeisterschaft, er wird daher bei der FIDE als inaktiv geführt.

## Nationalmannschaft
Piket nahm mit der niederländischen Nationalmannschaft an den Schacholympiaden 1988, 1990, 1992, 1994, 1998 und 2000 teil. Er erreichte 1988 mit der Mannschaft den dritten Platz. Außerdem nahm er an der Mannschaftsweltmeisterschaft 1989 und den Mannschaftseuropameisterschaften 1992, 1999 und 2001 teil. 2001 wurde er mit der niederländischen Mannschaft Europameister und erreichte das drittbeste Ergebnis am zweiten Brett.

## Vereine
In den Niederlanden spielte Piket bis 1996 für Volmac Rotterdam, mit denen er 1988 den dritten Platz im European Club Cup erreichte, und von 1996 bis 2003 für die Hilversums Schaakgenootschap. In der deutschen Bundesliga spielte er von 1996 bis 2003 für die Solinger SG 1868, mit der er 1997 deutscher Mannschaftsmeister wurde, die französische Mannschaftsmeisterschaft gewann er 2002 mit C.E.M.C. Monaco. 1998 und 1999 nahm er mit dem ŠK Bosna Sarajevo am European Club Cup teil und gewann diesen 1999.